# Suur-Nõmmküla
Suur-Nõmmküla (szw. Klottorp) – wieś w Estonii, w prowincji Lääne, w gminie Noarootsi. W 2006 roku w tej miejscowości zanotowano 13 adresów.